# Jesus profetiza sua traição

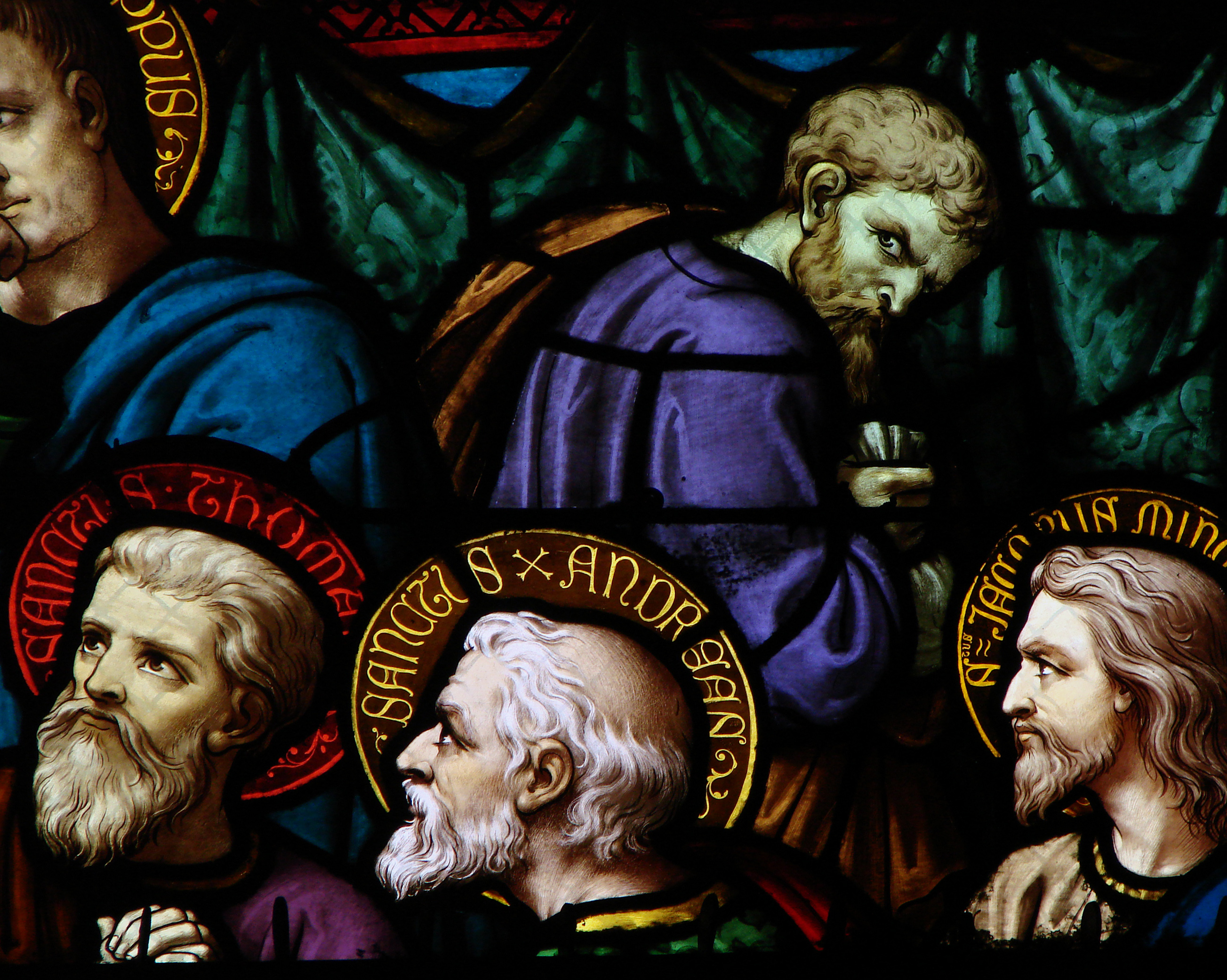
Judas Iscariotes se afastando da Última Ceia
Vitral na Catedral de Moulins em Moulins, na França.

Jesus profetiza sua traição três vezes no Novo Testamento, um episódio narrado nos quatro Evangelhos canônicos. Está profecia ocorre durante a Última Ceia e está descrita em Mateus 26:24-25, Marcos 14:18-21, Lucas 22:21-23 e João 13:21-30.
Antes disso, em João 6:60–71, Jesus, conversando com seus discípulos, informa-os que um entre os doze apóstolos "é um demônio". O próprio João esclarece em seguida que Jesus falava de Judas Iscariotes.

## Narrativa bíblica

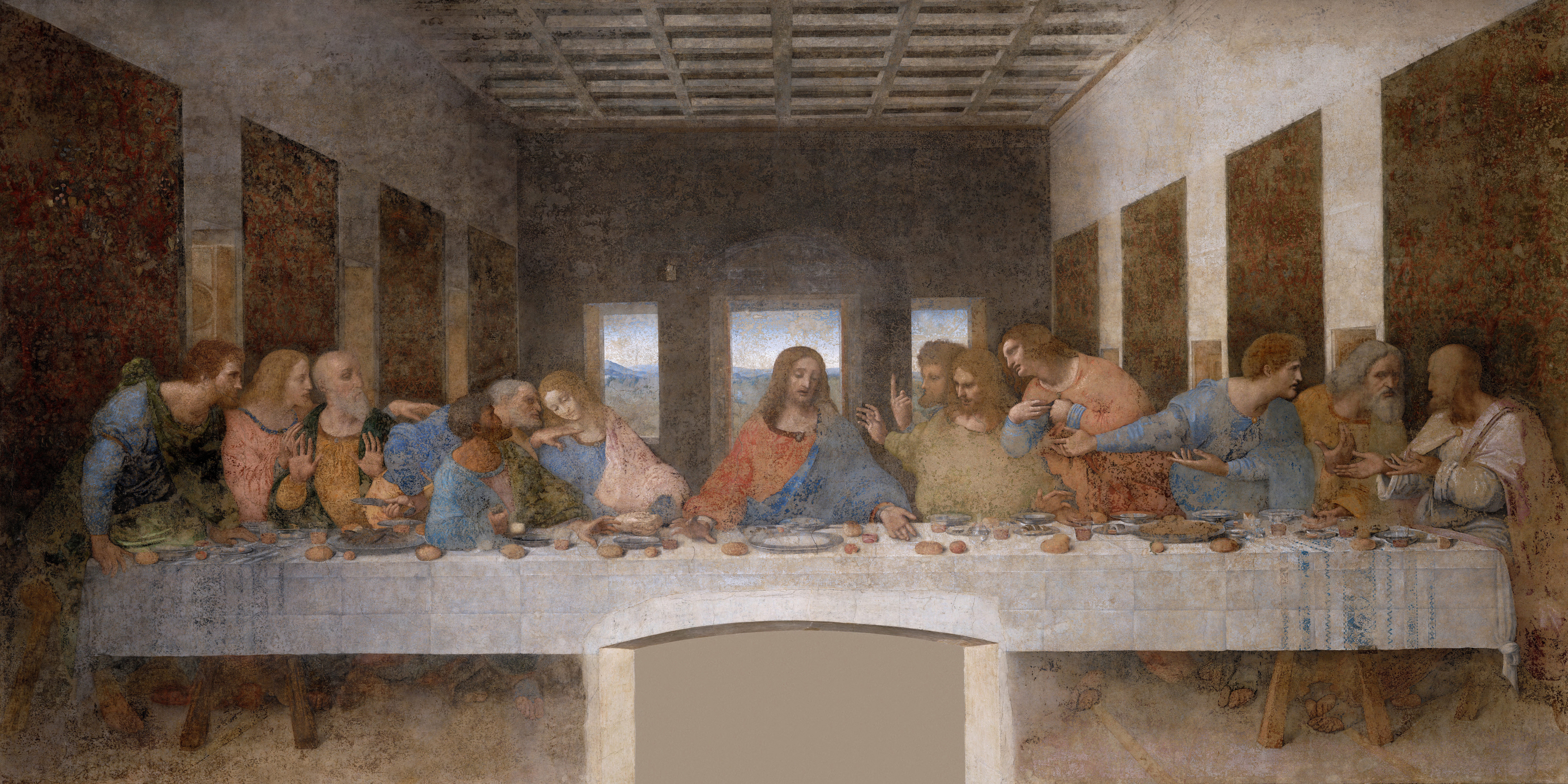
A Última Ceia, por Leonardo da Vinci.

No Evangelho de João, a profecia é precedida por uma afirmação de que Jesus já sabia que Judas Iscariotes iria traí-lo:
| “ | «Se sabeis estas coisas, bem-aventurados sois se as praticardes. Não falo de todos vós; eu conheço aqueles que escolhi, mas para que se cumpra a Escritura: Aquele que come o meu pão, levantou contra mim o seu calcanhar.» (João 13:17–18) | ” |

A benção neste versículo não é, portanto, direcionada a Judas.
Em Mateus, Jesus confirma a identidade do traidor:
| “ | «O Filho do homem vai-se, segundo está escrito a seu respeito, mas ai daquele por quem o Filho do homem é traído! Melhor fora para esse homem se não houvesse nascido. Judas, que o traiu, perguntou: Porventura sou eu, Mestre? Respondeu-lhe Jesus: Tu o disseste.» (Mateus 26:23–25) | ” |

A utilização do título de "rabi [mestre]" para se referir a Jesus na vez de Iscariotes é única, pois, antes dele, um após o outro, os apóstolos disseram: " Porventura sou eu, Senhor?", usando o título "Senhor" (kyrios). Judas chama novamente Jesus de "rabbi" em Mateus 26:49, quando ele o entrega para os guardas do Sinédrio com o famigerado "beijo de Judas".